# Vestflandern
Vestflandern er den vestligste af de fem flamske provinser i Belgien. Hovedstaden er Brugge.